# La Presita, San Luis Potosí
La Presita är en ort i Mexiko.   Den ligger i kommunen Mexquitic de Carmona och delstaten San Luis Potosí, i den centrala delen av landet, 400 km nordväst om huvudstaden Mexico City. La Presita ligger 2 063 meter över havet och antalet invånare är 107.
Terrängen runt La Presita är kuperad norrut, men söderut är den platt. Runt La Presita är det ganska tätbefolkat, med 54 invånare per kvadratkilometer. Närmaste större samhälle är Contreras, 7,7 km öster om La Presita. Omgivningarna runt La Presita är i huvudsak ett öppet busklandskap.